# Don't Stop Me Now
Don't Stop Me Now är en sång av det brittiska rockbandet Queen, skriven av sångaren Freddie Mercury. Musikaliskt är låten uppbyggd på Mecurys piano, med hjälp av John Deacon och Roger Taylor med bas, gitarr och trummor som stöd. På studioinspelningen spelade bara Brian May gitarr i gitarrsolot. Låten återfinns på albumet Jazz, som gavs ut 1978.

## Medverkande
- Freddie Mercury - sång, piano
- John Deacon - bas
- Brian May - gitarr, kör
- Roger Taylor - trummor, kör, tamburin